# Raffaele Franceschi
Raffaele Franceschi (Milano, 18 maggio 1960) è un ex nuotatore italiano di livello internazionale.

## Carriera
Specializzato nelle gare brevi (100 e 200 metri) stile libero ha vinto più volte il titolo italiano nelle staffette nei primi anni ottanta.
Per molti anni ha fatto parte della nazionale, sempre in staffetta: ha partecipato a due edizioni dei Giochi olimpici, due dei Campionati mondiali di nuoto e a quattro dei Campionati europei di nuoto.
Il suo miglior risultato individuale è stato il quinto posto nella finale dei 100 metri stile libero ai Giochi olimpici di Mosca.
Più recentemente ha disputato gare di nuoto master.

## Palmarès
| Giochi olimpici                   | 100 m st. libero | 4 x 100 m st. libero         | 4 x 200 m st. libero           |
| 1980 Mosca Unione Sovietica       | 5º 51"69         | ---                          | 5º - 7'30"37 frazione: 1'51"56 |
| 1984 Los Angeles Stati Uniti      | ---              | 8º nuota solo in batteria    | ---                            |
| Campionati del mondo              | ---              | 4 x 100 m st. libero         | 4 x 200 m st. libero           |
| 1978 Berlino Ovest Germania Ovest | ---              | 5º - 3'28"90 frazione: 52"48 | 5º - 7'34"89 frazione: 1'54"61 |
| 1982 Guayaquil Ecuador            | ---              | 5º - 3'24"10 frazione: 51"00 | 4º - 7'29"31 frazione: 1'52"33 |
| Campionati europei                | ---              | 4 x 100 m st. libero         | 4 x 200 m st. libero           |
| 1981 Spalato Jugoslavia           | ---              | 5º - 3'25"32 :               | ---                            |

### Campionati italiani
1 titolo individuale e 10 in staffetta, così ripartiti:
- 1 nei 100 m stile libero
- 4 nella staffetta 4 x 100 m sl
- 5 nella staffetta 4 x 200 m sl
- 1 nella staffetta 4 x 100 m mista

| Anno | Edizione    | st.libero 100 m | st.libero 4x100 m | st.libero 4x200 m | mista 4x100 m |
| ---- | ----------- | --------------- | ----------------- | ----------------- | ------------- |
| 1981 | Estivi      | -               | -                 | 1                 | -             |
| 1982 | Estivi      | 1               | -                 | -                 | -             |
| 1983 | Primaverili | -               | 1                 | 1                 | -             |
| 1983 | Estivi      | -               | 1                 | 1                 | -             |
| 1984 | Primaverili | -               | 1                 | 1                 | -             |
| 1984 | Estivi      | -               | 1                 | 1                 | 1             |

## Curiosità
Raffaele Franceschi è il fratello maggiore di Giovanni Franceschi, campione e primatista europeo nei 200 e 400 misti a inizio anni '80